# Frederik Christian Haugsted
Frederik Christian Haugsted, född 24 mars 1804 på Kroghenlund vid Svendborg, död 15 december 1866, var en dansk oftalmolog. 
Haugsted dimitterades från Odense skola 1822, studerade därefter läkarvetenskap samt tog 1827 kirurgisk och 1828 medicinsk examen. År 1829 fick han guldmedalj för en anatomisk prisuppgift, 1831 erhöll han licentiat-, 1832 doktorsgraden för komparativ-anatomiska och fysiologiska avhandlingar om thymuskörteln. År 1831 sökte han ett lektorat i farmakologi och rättsmedicin, blev samma år distriktsläkare i Köpenhamn och företog kort därefter en studieresa till Frankrike, Nederländerna och Tyskland, på vilken han särskilt inriktade sig på patologisk anatomi och oftalmologi; i sistnämnda ämne var främst Johann Christian Jüngken i Berlin hans lärare. 
Hemkommen blev Haugsted medutgivare och medredaktör för tidskriften "Journal for Medicin og Kirurgi", publicerade en framställning av ögats sjukdomar och fick en betydande praktik även som ögonläkare. År 1840 blev han censor för den nyinrättade läkarexamen, de följande åren höll han som privatdocent föreläsningar i oftalmologi och utgav dessa i tryck (1843). Utöver sin flitiga författarverksamhet,  förvisso endast av kompilatorisk karaktär, översatte han även utländska medicinska verk.